# Swiss Tour
Swiss Tour, in Deutschland ab 1951 unter dem Titel Ein Seemann ist kein Schneemann im Filmverleih, ist ein 1949 entstandenes Schweizer Filmlustspiel von Leopold Lindtberg mit dem Hollywoodstar Cornel Wilde in der Hauptrolle.

## Handlung
Fünf amerikanische Soldaten, die im elsässischen Mülhausen stationiert sind, nehmen sich vier Tage frei, um in der nahen Schweiz einen Kurzurlaub zu verbringen. Der Matrose Stanley Robin möchte von diesem Trip ein landestypisches Souvenir mitbringen. In Montreux entdeckt er in dem Schaufenster eines Juweliers eine typische Schweizer Uhr, die es ihm besonders angetan hat. Noch grösseres Interesse aber zeigt er an der reizenden Verkäuferin im Geschäft, der Welschschweizerin Suzanne. Er will sie unbedingt und sofort heiraten und als seine Braut mit in die USA nehmen. Suzanne ist von dieser Idee wenig begeistert und entflieht dem liebestrunkenen G.I. durch einen Kurzurlaub in die Alpen. In Zermatt möchte die junge Blondine einige Tage Ski fahren, ahnt aber nicht, dass Stanley ihr bereits auf den Fersen ist. Der Navy-Boy nimmt den Zug nach Zermatt und spürt seine Herzallerliebste vor der Kulisse des Matterhorns auf.
Bei einer Verfolgungsjagd auf Skiern durch die Winterlandschaft kann die junge Frau ihm erneut entkommen, woraufhin der nicht allzu wintersporttüchtige Matrose – ein Seemann ist eben kein Schneemann, wie der deutsche Titel verlautet – sich in eine Kneipe begibt und seinen Kummer im Beisein mehrerer Einheimischer im Alkohol zu ertränken versucht. Bei einer Tanzgelegenheit im Hotel lernt Stanley die junge und „moderne“ Yvonne, Typ „fröhliche Existenzialistin“ mit Femme fatale-Touch, kennen. Als selbstbewusste junge Frau von heute findet sie nichts Anstössiges daran, auf Männerfang zu gehen. Und so versucht sie, den ein wenig überrumpelten Stanley zu verführen. Dies aber beobachtet nun Suzanne mit einiger Sorge, sodass sie dem Matrosen den Vorschlag macht, einen Tag lang so zu tun, als seien sie miteinander verheiratet, um ihn so aus den Fängen der „Schlange“ Yvonne zu befreien. Yvonne ist jedoch nicht bereit, ihren Matrosen einfach der Konkurrenz zu überlassen und sorgt durch ihre Intrigen für Missverständnisse und Verwirrungen. Schliesslich haben Stanley und Suzanne ihren ersten „Ehe“-Krach. Am Ende aber klärt sich alles auf, und man trifft sich auf der Rückfahrt im Zug wieder. Stanley und Suzanne versprechen einander, sich nicht mehr zu trennen.

## Produktionsnotizen
Die Dreharbeiten zu Swiss Tour begannen am 15. Februar 1949 und endeten im darauf folgenden Juni. Die Innenaufnahmen entstanden im Filmstudio Rosenhof und im Bellerive in Zürich, die Aussenaufnahmen wurden in Zermatt, Montreux und im italienischen Cervinia hergestellt. Die Uraufführung fand am 29. November 1949 im Zürcher Kino Rex statt. In der Westschweiz lief Swiss Tour am 15. Januar 1950 in Genf an. Die amerikanische Erstaufführung erfolgte am 22. März 1950 (in Hollywood) unter dem Titel Four Days Leave. Diesen Titel trug der Streifen auch bei seiner Londoner Premiere am 7. November 1950. In Österreich hiess der Film Herz geht vor Anker.
Die Produktionsleitung lag in den Händen von Oscar Düby, Kurt Früh assistierte Regisseur Lindtberg. Die zur Drehzeit 19-jährige Liselotte Pulver gab mit einer winzigen Rolle ihr Filmdebüt. Für den Filmarchitekten Robert Furrer war Swiss Tour der letzte Film; er starb noch im Jahr 1949. Es spielte das Quintett Eddie Brunner.
Im Film sieht man so manche Albernheit, etwa wenn Cornel Wilde als Matrose Robin selbst auf der Skipiste mit seinem Matrosenanzug samt weisser Mütze Skiversuche unternimmt.

## Entwicklungsgeschichte und Hintergründe
Swiss Tour gilt als das zutiefst ungeliebte Kind des stets künstlerisch ambitionierten Wahlschweizer Starregisseurs Leopold Lindtberg. Er kam lediglich aus vertragsrechtlichen Gründen dieser als banal empfundenen Inszenierung nach, mit der Produzent Lazar Wechsler nach seinen grossen Erfolgen von Die letzte Chance und Die Gezeichneten auch auf dem internationalen Parkett „mitspielen“ wollte. Er lieh sich von der 20th Century Fox in Hollywood deren Star Cornel Wilde aus, die für eine prozentuale Beteiligung an den Einnahmen auch dessen Gage in Höhe von $80.000 zu zahlen bereit war. Aus Paris konnte Lindtberg die beiden Künstlerinnen Josette Day und Simone Signoret gewinnen, die beide gerade einen schönen Filmerfolg – Day in Es war einmal, Signoret in Die Schenke zum Vollmond – verzeichnet hatten. Für Josette Day war Swiss Tour überdies ihre letzte Filmhauptrolle, denn bereits 1951 zog sie sich vollkommen aus dem Rampenlicht zurück.
Die Dreharbeiten verliefen desaströs. Für eine Wintersportkomödie ist Schnee unabdingbar, und genau daran mangelte es rund um Zermatt im Winter 1949. Die Ausgaben kletterten durch die damit zusammenhängenden Drehverzögerungen auf 1,3 Millionen Schweizer Franken, für eine Schweizer Produktion jener Jahre eine astronomische Höhe. Trotz allem war der Film kein Flop, allein in Zürich lief der Streifen neun Wochen en suite und verzeichnete in dieser Zeit einen Besucherstrom von rund 400.000 Kinogängern.

## Kritiken
„…von allen schweizerischen Filmlustspielen das charmanteste und gekonnteste…“

„Und mit dieser Geschichte von einem amerikanischen Seemann, der sich während der Ferien in den Alpen in ein einheimisches Mädchen verliebt, ist Mr. Wechsler näher dran an Hollywood als an der Schweiz. Aber der Film wird vor so manchen Banalitäten gerettet durch die heiteren Auftritte der Besetzung und die spektakulären, örtlichen Schauplätze, an denen der Film hergestellt wurde. (…) Den liebeskranken Matrosen gibt Cornel Wilde mit Leichtigkeit und schafft es sogar, Versuche in Schwyzerdütsch und Skifahren à la Suisse zu unternehmen, die sich als durchaus lustig erweisen. Josette Day … ist blond und von wehmütigem Liebreiz als das Licht seines Lebens und als Dame, die Angst davor hat, sich plötzlich in eine Ehe zu stürzen. Simone Signoret … ist attraktiv und kaum eine Schurkin als 'die andere Frau'.“

„Lindtberg verleugnet diesen Film, dessen ihm aufgezwungene Realisation zu ständigen Auseinandersetzungen Anlass gab. In der Tat ist Swiss Tour den Anlegen des Autors in Die letzte Chance diametral entgegengesetzt, durch seinen Inhalt (Gefühlskomödie) wie durch seinen Stil (Starfilm). Dafür entspricht er fast auf karikaturhafte Weise den Nachkriegskriterien der Praesens und würde genügen, um den Bruch zwischen dem Regisseur und seiner Zürcher Firma zu erklären. (…) …aber das Ganze, frei von Fehlern und Originalität, hinterlässt einen tiefen Eindruck von Belanglosigkeit. Swiss Tour ist ein Kompromiss, der einerseits Wechslers Kapitulation vor den kommerziellen Normen Hollywoods und andererseits Schweizers zyklische Verirrung enthüllt, wenn seine harmlos-nette Phantasie ihn zum touristischen Faltprospekt hinzieht.“

„Vergnügliche Liebesverwirrkomödie mit sarkastischen Tönen und effektvoller Landschaftsszenerie.“